# Пшенахо
Пшенахо (устар. Пшияхо) — река в России, протекает по Туапсинскому району Краснодарского края. Левый приток реки Туапсе.

## География
Река берёт начало на северо-западном склоне Кавказского хребта у горы Лысая. Течёт в западном направлении. Впадает в Туапсе у села Георгиевское. Устье реки Пшенахо расположено в 19 км по левому берегу реки Туапсе. Длина реки составляет 20 км, водосборная площадь — 126 км². Крупнейший левый приток — река Малое Псеушхо.

## Данные водного реестра
По данным государственного водного реестра России относится к Кубанскому бассейновому округу, водохозяйственный участок реки — реки бассейна Чёрного моря от западной границы бассейна реки Пшада до восточной границы реки Дедеркай. Речной бассейн реки — бассейн Чёрного моря.